# 2016年アメリカ合衆国大統領共和党予備選挙
2016年アメリカ合衆国大統領共和党予備選挙（2016ねんアメリカがっしゅうこくだいとうりょう きょうわとうよびせんきょ、Republican Party presidential primaries, 2016）は、2016年アメリカ合衆国大統領選挙に向けて、共和党の大統領および副大統領指名候補を選出する手続きのこと。
2016年7月19日、大統領候補としてドナルド・トランプ、副大統領候補としてマイク・ペンスがそれぞれ指名された。

## 候補

### 指名候補
2016年5月4日、他の主要候補がすべて選挙戦から撤退したため、ドナルド・トランプが大統領選挙における共和党候補指名を確実にした。
7月16日、トランプは副大統領候補にインディアナ州知事のマイク・ペンスを起用することを発表した。7月19日、オハイオ州で開催された共和党全国大会でトランプとペンスが正副大統領候補に指名された。
| 候補               | 生年月日と出生地                               | 経歴                                            | 地盤           | 出馬表明      | 正式指名      | 選挙活動の記録      |
| ------------------ | ---------------------------------------------- | ----------------------------------------------- | -------------- | ------------- | ------------- | ------------------- |
| ドナルド・トランプ | 1946年6月14日（78歳） ニューヨーク州クイーンズ | トランプ・オーガナイゼーションCEO （1971年 – ） | ニューヨーク州 | 2015年6月16日 | 2016年7月19日 | 選挙運動 公式サイト |

### 予備選中に撤退した候補
以下の候補は複数の大手世論調査（major independent nationwide polls）で主要候補として扱われ、少なくとも一度はテレビ討論にも参加したが、2016年2月1日に実施されたアイオワ州での党員集会以降に選挙戦から撤退した。
| 候補                   | 生年月日と出生地                                         | 経歴                                                                    | 地盤               | 出馬表明      | 撤退表明      | 選挙活動の記録      |
| ---------------------- | -------------------------------------------------------- | ----------------------------------------------------------------------- | ------------------ | ------------- | ------------- | ------------------- |
| ジョン・ケーシック     | 1952年5月13日（72歳） ペンシルベニア州マッキーズロックス | オハイオ州知事 （2011年 – ）                                            | オハイオ州         | 2015年7月21日 | 2016年5月4日  | 選挙運動 公式サイト |
| テッド・クルーズ       | 1970年12月22日（54歳） カナダ アルバータ州カルガリー     | テキサス州選出 上院議員 （2013年 – ）                                   | テキサス州         | 2015年3月23日 | 2016年5月3日  | 選挙運動 公式サイト |
| マルコ・ルビオ         | 1971年5月28日（53歳） フロリダ州マイアミ                 | フロリダ州選出 上院議員 （2011年 – ）                                   | フロリダ州         | 2015年4月13日 | 2016年3月15日 | 選挙運動 公式サイト |
| ベン・カーソン         | 1951年9月18日（73歳） ミシガン州デトロイト               | 元ジョンズ・ホプキンス大学附属病院 小児神経外科部長 （1984年 – 2013年） | メリーランド州     | 2015年5月4日  | 2016年3月4日  | 選挙運動 公式サイト |
| ジェブ・ブッシュ       | 1953年2月11日（72歳） テキサス州ミッドランド             | 元フロリダ州知事 （1999年 – 2007年）                                    | フロリダ州         | 2015年6月15日 | 2016年2月20日 | 選挙運動 公式サイト |
| ジム・ギルモア         | 1949年10月6日（75歳） バージニア州リッチモンド           | 元バージニア州知事 （1998年 – 2002年）                                  | バージニア州       | 2015年7月30日 | 2016年2月12日 | 選挙運動 公式サイト |
| クリス・クリスティ     | 1962年9月6日（62歳） ニュージャージー州ニューアーク      | ニュージャージー州知事 （2010年 – ）                                    | ニュージャージー州 | 2015年6月30日 | 2016年2月10日 | 選挙運動 公式サイト |
| カーリー・フィオリーナ | 1954年9月6日（70歳） テキサス州オースティン              | 元ヒューレット・パッカードCEO （1999年 – 2005年）                       | バージニア州       | 2015年5月4日  | 2016年2月10日 | 選挙運動 公式サイト |
| リック・サントラム     | 1958年5月10日（66歳） バージニア州ウィンチェスター       | ペンシルベニア州選出 元上院議員 （1995年 – 2007年）                     | ペンシルベニア州   | 2015年5月27日 | 2016年2月3日  | 選挙運動 公式サイト |
| ランド・ポール         | 1963年1月7日（62歳） ペンシルベニア州ピッツバーグ        | ケンタッキー州選出 上院議員 （2011年 – ）                               | ケンタッキー州     | 2015年4月7日  | 2016年2月3日  | 選挙運動 公式サイト |
| マイク・ハッカビー     | 1955年8月24日（69歳） アーカンソー州ホープ               | 前アーカンソー州知事 （1996年 – 2007年）                                | アーカンソー州     | 2015年5月5日  | 2016年2月1日  | 選挙運動 公式サイト |

### 予備選前に撤退した候補
以下の候補は複数の大手世論調査で主要候補として扱われ、少なくとも一度はテレビ討論にも参加したが、2016年2月の予備選開始を待たずして選挙戦から撤退した。
| 候補                 | 生年月日と出生地                                     | 経歴                                          | 地盤               | 出馬表明      | 撤退表明       | 選挙活動の記録      |
| -------------------- | ---------------------------------------------------- | --------------------------------------------- | ------------------ | ------------- | -------------- | ------------------- |
| ジョージ・パタキ     | 1945年6月24日（79歳） ニューヨーク州ピークスキル     | 元ニューヨーク州知事 （1995年 – 2006年）      | ニューヨーク州     | 2015年5月28日 | 2015年12月29日 | 選挙運動 公式サイト |
| リンゼー・グラム     | 1955年7月9日（69歳） サウスカロライナ州セントラル    | サウスカロライナ州選出 上院議員 （2003年 – ） | サウスカロライナ州 | 2015年6月1日  | 2015年12月21日 | 選挙運動 公式サイト |
| ボビー・ジンダル     | 1971年6月10日（53歳） ルイジアナ州バトンルージュ     | ルイジアナ州知事 （2008年 – ）                | ルイジアナ州       | 2015年6月24日 | 2015年11月17日 | 選挙運動 公式サイト |
| スコット・ウォーカー | 1967年11月2日（57歳） コロラド州コロラドスプリングス | ウィスコンシン州知事 （2011年 – ）            | ウィスコンシン州   | 2015年7月13日 | 2015年9月21日  | 選挙運動 公式サイト |
| リック・ペリー       | 1950年3月4日（75歳） テキサス州ハスケル              | 前テキサス州知事 （2000年 – 2015年）          | テキサス州         | 2015年6月4日  | 2015年9月11日  | 選挙運動 公式サイト |

### その他の候補
以下の候補が連邦選挙委員会に届け出を済ませたが、いずれの候補も全米規模の大手世論調査では主要候補として扱われなかった。

#### 立候補中の候補
| 候補                 | 生年月日と出生地                                     | 経歴                  | 地盤                 | 出馬表明      | 予備選登録           | 選挙活動の記録 |
| -------------------- | ---------------------------------------------------- | --------------------- | -------------------- | ------------- | -------------------- | -------------- |
| ジャック・フェラー   | 1931年10月3日（93歳） ウェストバージニア州ミッドキフ | 泡沫候補 元エンジニア | ウェストバージニア州 | 2012年11月7日 | -                    | -              |
| アンディ・マーティン | 1945年10月31日（79歳） コネチカット州ミドルタウン    | 泡沫候補 政治活動家   | ニューヨーク州       | 2015年8月16日 | ニューハンプシャー州 | 公式サイト     |

加えて、ペーター・メッシーナがルイジアナ州、ニューハンプシャー州およびアイダホ州の予備選に立候補した。 ティム・クックはルイジアナ州およびニューハンプシャー州、ウォルター・イヴァチウがフロリダ州およびニューハンプシャー州の予備選に立候補した。

#### 予備選前に撤退した候補
| 候補                       | 生年月日と出身地                                         | 経歴                                               | 地盤           | 出馬表明      | 撤退表明      | 選挙活動の記録 |
| -------------------------- | -------------------------------------------------------- | -------------------------------------------------- | -------------- | ------------- | ------------- | -------------- |
| ダニエル・マイケル・リンチ | 1969年8月28日（55歳） ニューヨーク州ヒックスビル         | 実業家 ドキュメンタリー映画監督 保守系評論家       | ニューヨーク州 | 2015年4月22日 | 2015年5月3日  | -              |
| マーク・エヴァーソン       | 1954年9月10日（70歳） ニューヨーク市                     | 内国歳入庁長官 （2003年 – 2007年）                 | ミシシッピ州   | 2015年3月5日  | 2015年11月5日 | 公式サイト     |
| ジミー・マクミラン         | 1946年12月1日（78歳） フロリダ州ニュー・スムナー・ビーチ | 家賃がクソ高すぎる党会長兼党首 （2005年 - 2015年） | ニューヨーク州 | 2015年8月22日 | 2015年12月9日 | 公式サイト     |

## 選挙戦の流れ

### アイオワまで
2015年3月、保守系の上院議員テッド・クルーズが大統領選挙共和党予備選に立候補を表明したのを皮切りに、最終的に党指名争いに17人が出馬表明した。
4月、上院議員ランド・ポールが立候補を表明したとき、支持率ではフロリダ州知事ジェブ・ブッシュ、ウィスコンシン州知事スコット・ウォーカー、前アーカンソー州知事マイク・ハッカビーが先行し、元神経外科医ベン・カーソン、上院議員マルコ・ルビオ、クルーズ、ポールらがそれに続いていた
しかし、不動産王ドナルド・トランプは選挙戦当初から刺激的な発言や暴言を繰り出してほぼ連日メディアをにぎわせた。予備選のライバル、前テキサス州知事リック・ペリーの低支持率を笑いものにし、上院議員リンゼー・グラムが過去に献金を依頼してきたことを暴露して携帯電話番号を読み上げた。さらに民主党予備選で優位に立っていたヒラリー・クリントンに対しては「わが国の歴史上最悪の国務長官」と評し、「彼女は負ける、そして負かすのは私だ」と述べた。こうした言動から共和党主流派はトランプに対して不快感を持ったが、派手な彼の言動を前に他の候補者が埋没してしまった。英世論調査会社が2015年7月に発表した共和党有権者の世論調査によるとトランプの支持率が28％で、2位のウォーカーの13％を大きく引き離し、1位に立っていた。ただし、共和党予備選有権者のうち、トランプが共和党の大統領候補指名を勝ち取ると思っている人は10％で36％の有権者は父と兄を大統領に持つブッシュが勝利するとみなしていた
8月、FOXニュースが共和党予備選で最初の候補者による討論会を開始した。会場はオハイオ州クリーブランドで候補者のうち支持率が高いトランプ、ブッシュ、ウォーカー、ハッカビー、カーソン、クルーズ、ルビオ、ポール、ニュージャージー州知事クリス・クリスティ、オハイオ州知事ジョン・ケーシックの10人が招待された
この討論会でトランプは大きな注目を浴び、予備選敗退の場合は無所属での大統領選出馬も示唆した。また、討論会で女性司会者から攻撃的な態度を取られたトランプは、後日彼女に対して侮辱的な発言を行ったと受け取られ、共和党内からも反発を受けた。
当初の見込みとは異なりトランプの支持率がいつまでも落ちないことに共和党指導部は危機感を募らせた。共和党候補者はヒスパニック票を獲得しないと大統領選で勝てないと見られていたため、ポリティカル・コレクトネスに反する（反不法移民的な）言動が多いトランプがいつまでも候補者として生き残っていると、移民の多いヒスパニックが共和党から離れてしまうと考えたためである、また、トランプに引きずられて、ブッシュ、ウォーカー、ルイジアナ州知事ボビー・ジンダルらも移民抑制策について言及するようになった。
9月にカリフォルニア州シミバレーのレーガン大統領図書館で行われた2度目の討論会では、ウォーカーがトランプに対して「ホワイトハウスに研修生はいらない」と語るなど、他の候補者たちから激しく攻撃された。
この討論会後、CNNなどの世論調査でトランプの支持率が大きく下落した。一方唯一の女性候補者で、討論会でトランプをやり込めたと評されたヒューレット・パッカード元最高経営責任者（CEO）カーリー・フィオリーナが15％の支持率を獲得し、カーソンがそれに続いた
10月の世論調査ではカーソンの支持率がトランプを上回り、6月以来で初めてトランプが2位になった。3位以下にはルビオ、ブッシュ、フィオリーナがそれに続いた
しかしトランプの勢いは止まらず、トランプが本選に出場した場合、クリントンに敗北するのではないかと恐れた共和党内からトランプを批判する声が相次いだ。特にライバル陣営からはファシズムやナチスとトランプを結びつけるネガティブ・キャンペーンも行われた
12月の第5回討論会でもトランプへの集中攻撃が相次ぎ、ブッシュやルビオはイスラム教徒の入国制限措置を掲げるトランプを批判した。一方でこの時点で2位につけていたクルーズはトランプ批判には組しなかった

### アイオワ
アイオワ州党員集会の結果を受けてマイク・ハッカビー、ランド・ポール、リック・サントラムが党指名争いから撤退した。サントラムは1名も代議員を獲得できなかった。

### アイオワ以後
ニューハンプシャー州予備選の結果を受けてカーリー・フィオリーナ、クリス・クリスティ、ジム・ギルモアが撤退する。クリスティとギルモアは結局、1名も代議員を得ることなく撤退した。さらに、サウスカロライナ州予備選の結果を受けてジェブ・ブッシュが撤退した。3月5日のスーパーサタデーを前にしてベン・カーソンが撤退し、フロリダ州予備選の結果を受けてマルコ・ルビオが撤退した。選挙戦はこれによりドナルド・トランプ、テッド・クルーズ、ジョン・ケーシックによる三つ巴の争いとなる。
代議員の過半数を独自に獲得することが極めて困難だったクルーズとケーシックの両陣営は、7月に開催される党大会で決選投票に持ち込むため、トランプによる代議員の過半数獲得を阻止する必要があると考えていた。4月24日、クルーズとケーシックはトランプの過半数獲得を阻止するために協定を締結し、インディアナ州ではケーシック陣営がクルーズ陣営のために選挙運動を取り止めた。しかし選挙協力は実らず、トランプがインディアナ州予備選で勝利を収める。トランプが党大会までに過半数を獲得することが確実となったため、クルーズとケーシックは党指名争いから撤退した。これにより候補者はトランプのみとなり、5月4日、トランプの指名獲得が確定した。

## 獲得代議員数
共和党の予備選・党員集会は2016年6月7日まで全米各州で実施され、同年7月18日から21日までオハイオ州クリーブランドで開催される共和党全国大会で党の公認候補が正式に指名される。共和党全国大会に出席する代議員2,472人のうち、過半数の1,237人を獲得した候補が指名争いの勝者となる。
主要候補が獲得した代議員数は、以下の通りである。
| 日付    | 地域                 | 代議員 | 種別     | トランプ | クルーズ | ルビオ | ケーシック | カーソン | ブッシュ | フィオリーナ | ポール | ハッカビー |  |
| ------- | -------------------- | ------ | -------- | -------- | -------- | ------ | ---------- | -------- | -------- | ------------ | ------ | ---------- |  |
| 合計    | 合計                 | 2,472  | -        | 1,725    | 484      | 123    | 125        | 7        | 3        | 1            | 2      | 1          |  |
| 2月1日  | アイオワ州           | 30     | 党員集会 | 7        | 8        | 7      | 1          | 3        | 1        | 1            | 1      | 1          |  |
| 2月9日  | ニューハンプシャー州 | 23     | 予備選   | 11       | 3        | 2      | 4          | 0        | 3        | 0            | -      | -          |  |
| 2月20日 | サウスカロライナ州   | 50     | 予備選   | 50       | 0        | 0      | 0          | 0        | 0        | -            | -      | -          |  |
| 2月23日 | ネバダ州             | 30     | 党員集会 | 11       | 6        | 7      | 1          | 2        | -        | -            | -      | -          |  |
| 3月1日  | アラバマ州           | 50     | 予備選   | 36       | 13       | 1      | 0          | 0        | -        | -            | -      | -          |  |
| 3月1日  | アラスカ州           | 28     | 予備選   | 11       | 12       | 5      | 0          | 0        | -        | -            | -      | -          |  |
| 3月1日  | アーカンソー州       | 40     | 予備選   | 16       | 15       | 9      | 0          | 0        | -        | -            | -      | -          |  |
| 3月1日  | コロラド州           | 37     | 党員集会 | 0        | 0        | 0      | 0          | 0        | -        | -            | -      | -          |  |
| 3月1日  | ジョージア州         | 76     | 予備選   | 43       | 16       | 0      | 0          | 0        | -        | -            | -      | -          |  |
| 3月1日  | マサチューセッツ州   | 42     | 予備選   | 22       | 4        | 8      | 8          | 0        | -        | -            | -      | -          |  |
| 3月1日  | ミネソタ州           | 38     | 党員集会 | 8        | 13       | 17     | 0          | 0        | -        | -            | -      | -          |  |
| 3月1日  | ノースダコタ州       | 28     | 党員集会 | 0        | 0        | 0      | 0          | 0        | -        | -            | -      | -          |  |
| 3月1日  | オクラホマ州         | 43     | 予備選   | 14       | 16       | 13     | 0          | 0        | -        | -            | -      | -          |  |
| 3月1日  | テネシー州           | 58     | 予備選   | 33       | 9        | 0      | 0          | 0        | -        | -            | -      | -          |  |
| 3月1日  | テキサス州           | 155    | 予備選   | 48       | 104      | 3      | 0          | 0        | -        | -            | -      | -          |  |
| 3月1日  | バーモント州         | 16     | 予備選   | 8        | 0        | 0      | 8          | 0        | -        | -            | -      | -          |  |
| 3月1日  | バージニア州         | 49     | 予備選   | 17       | 8        | 16     | 5          | 3        | -        | -            | -      | -          |  |
| 3月1日  | ワイオミング州       | 29     | 党員集会 | 0        | 0        | 0      | 0          | -        | -        | -            | -      | -          |  |
| 3月5日  | メイン州             | 23     | 党員集会 | 9        | 12       | 0      | 2          | -        | -        | -            | -      | -          |  |
| 3月5日  | カンザス州           | 40     | 党員集会 | 9        | 24       | 6      | 1          | -        | -        | -            | -      | -          |  |
| 3月5日  | ケンタッキー州       | 45     | 党員集会 | 17       | 15       | 7      | 7          | -        | -        | -            | -      | -          |  |
| 3月5日  | ルイジアナ州         | 46     | 予備選   | 18       | 18       | 5      | 0          | -        | -        | -            | -      | -          |  |
| 3月6日  | プエルトリコ         | 23     | 予備選   | 0        | 0        | 23     | 0          | -        | -        | -            | -      | -          |  |
| 3月8日  | ハワイ州             | 19     | 党員集会 | 10       | 6        | 0      | 0          | -        | -        | -            | -      | -          |  |
| 3月8日  | アイダホ州           | 32     | 予備選   | 12       | 20       | 0      | 0          | -        | -        | -            | -      | -          |  |
| 3月8日  | ミシシッピ州         | 39     | 予備選   | 24       | 13       | 0      | 0          | -        | -        | -            | -      | -          |  |
| 3月8日  | ミシガン州           | 59     | 予備選   | 25       | 17       | 0      | 17         | -        | -        | -            | -      | -          |  |
| 3月10日 | ヴァージン諸島       | 9      | 党員集会 | 1        | 2        | 1      | -          | -        | -        | -            | -      | -          |  |
| 3月12日 | コロンビア特別区     | 19     | 党員集会 | 0        | 0        | 10     | 9          | -        | -        | -            | -      | -          |  |
| 3月12日 | グアム               | 9      | 党員集会 | -        | 1        | -      | -          | -        | -        | -            | -      | -          |  |
| 3月15日 | オハイオ州           | 66     | 予備選   | 0        | 0        | 0      | 66         | -        | -        | -            | -      | -          |  |
| 3月15日 | フロリダ州           | 99     | 予備選   | 99       | 0        | 0      | 0          | -        | -        | -            | -      | -          |  |
| 3月15日 | イリノイ州           | 69     | 予備選   | 69       | 0        | 0      | 0          | -        | -        | -            | -      | -          |  |
| 3月15日 | ミズーリ州           | 52     | 党員集会 | 52       | 0        | 0      | 0          | -        | -        | -            | -      | -          |  |
| 3月15日 | ノースカロライナ州   | 72     | 予備選   | 72       | 0        | 0      | 0          | -        | -        | -            | -      | -          |  |
| 3月15日 | 北マリアナ諸島       | 9      | 党員集会 | 9        | 0        | 0      | 0          | -        | -        | -            | -      | -          |  |
| 3月22日 | アメリカ領サモア     | 9      | 党員集会 | 0        | 0        | -      | 0          | -        | -        | -            | -      | -          |  |
| 3月22日 | アリゾナ州           | 58     | 予備選   | 58       | 0        | -      | 0          | -        | -        | -            | -      | -          |  |
| 3月22日 | ユタ州               | 40     | 予備選   | 0        | 40       | -      | 0          | -        | -        | -            | -      | -          |  |
| 4月5日  | ウィスコンシン州     | 42     | 予備選   | 6        | 36       | -      | 0          | -        | -        | -            | -      | -          |  |
| 4月19日 | ニューヨーク州       | 95     | 予備選   | 0        | 0        | -      | 0          | -        | -        | -            | -      | -          |  |
| 4月26日 | コネチカット州       | 28     | 予備選   | 0        | 0        | -      | 0          | -        | -        | -            | -      | -          |  |
| 4月26日 | デラウェア州         | 16     | 予備選   | 0        | 0        | -      | 0          | -        | -        | -            | -      | -          |  |
| 4月26日 | メリーランド州       | 38     | 予備選   | 0        | 0        | -      | 0          | -        | -        | -            | -      | -          |  |
| 4月26日 | ペンシルベニア州     | 71     | 予備選   | 0        | 0        | -      | 0          | -        | -        | -            | -      | -          |  |
| 4月26日 | ロードアイランド州   | 19     | 予備選   | 0        | 0        | -      | 0          | -        | -        | -            | -      | -          |  |
| 5月3日  | インディアナ州       | 57     | 予備選   | 0        | 0        | -      | 0          | -        | -        | -            | -      | -          |  |
| 5月10日 | ネブラスカ州         | 36     | 予備選   | 0        | -        | -      | -          | -        | -        | -            | -      | -          |  |
| 5月10日 | ウェストバージニア州 | 34     | 予備選   | 0        | -        | -      | -          | -        | -        | -            | -      | -          |  |
| 5月17日 | オレゴン州           | 28     | 予備選   | 0        | -        | -      | -          | -        | -        | -            | -      | -          |  |
| 5月24日 | ワシントン州         | 44     | 予備選   | 0        | -        | -      | -          | -        | -        | -            | -      | -          |  |
| 6月7日  | カリフォルニア州     | 172    | 予備選   | 0        | -        | -      | -          | -        | -        | -            | -      | -          |  |
| 6月7日  | モンタナ州           | 27     | 党員集会 | 0        | -        | -      | -          | -        | -        | -            | -      | -          |  |
| 6月7日  | ニュージャージー州   | 51     | 予備選   | 0        | -        | -      | -          | -        | -        | -            | -      | -          |  |
| 6月7日  | ニューメキシコ州     | 24     | 予備選   | 0        | -        | -      | -          | -        | -        | -            | -      | -          |  |
| 6月7日  | サウスダコタ州       | 29     | 予備選   | 0        | -        | -      | -          | -        | -        | -            | -      | -          |  |